# 塞普勒斯 (伊利諾伊州)
賽普勒斯（英語：Cypress）是位於美國伊利諾伊州約翰遜縣的一個村落。

## 地理
賽普勒斯的座標為37°21′56″N 89°01′03″W / 37.36556°N 89.01750°W，而該地最高點為海拔高度116米（即381英尺）。

## 人口
根據2010年美國人口普查的數據，賽普勒斯的面積為1.96平方千米，當中陸地面積為1.95平方千米，而水域面積為0.01平方千米。當地共有人口234人，而人口密度為每平方千米119人。